# Prickgökbi
Prickgökbi (Nomada flavopicta) är en biart som först beskrevs av Kirby 1802. Den ingår i släktet gökbin och familjen långtungebin. Inga underarter finns listade i Catalogue of Life.

## Beskrivning
Ett långsträckt bi med svart grundfärg och gula (hos honan även röda) markeringar. Huvudet har kinder, käkar, överläpp och främre delen av munskölden röda hos honan, gula hos hanen. Främre delen av mellankroppen inklusive skulderhörnen är blekgul, medan bakre delen har två fläckar i samma färg. Bakroppen har blekgula fläckar på tergiterna 1 till 3 hos honan, 1 till 4 hos hanen. Vitgula tvärband finns på tergiterna 4 och 5 hos honan, 5 och 6 hos hanen. Längden är 8 till 11 mm.

## Ekologi
Prickgökbiet bygger inga egna bon, utan larven lever som boparasit hos blomsterbin, främst lusernbi, blåklocksbi, rödtoppebi och troligtvis även storblomsterbi, där den dödar ägget eller larven och lever på det insamlade matförrådet. Arten håller till i liknande habitat som värdarterna, hällmarker med riklig tillgång på blommande växter, ängar, glesvuxen skog och skogsbryn. Flygtiden varar från mitten av juni till september, undantagsvis in i oktober på kontinenten, från mitten av juni till augusti i norra delen av utbredningsområdet..

## Utbredning
Utbredningsområdet omfattar norra och centrala Europa, från Brittiska öarna i väster, Norden i norr, och Italien i söder. I öster fortsätter utbredningsområdet via Georgien till Kazakstan i  Asien.
I Sverige finns den upp till Hälsingland.
I Finland förekommer den i sydöst och Södra Karelen. Den finns även sällsynt i Norge på några lokaler norr om Oslo.

## Status
Globalt är prickgökbiet klassificerat som livskraftigt av IUCN. Det är vanligt i Sverige och även där klassificerat som livskraftigt. I Finland har det emellertid minskat, speciellt i sydväst, och är rödlistat som starkt hotat ("EN").